# آنجلا کینزی
آنجلا کینزی (انگلیسی: Angela Kinsey؛ زادهٔ ۲۵ ژوئن ۱۹۷۱) هنرپیشه اهل ایالات متحده آمریکا است. وی از سال ۱۹۹۷ میلادی تاکنون مشغول فعالیت بوده است.

## گزیده فیلمشناسی
از فیلم‌ها یا برنامه‌های تلویزیونی که وی در آن نقش داشته است می‌توان به آثار زیر اشاره کرد.
- جواز ازدواج (۲۰۰۷)
- رعد و برق خورده (۲۰۱۲)
- پادشاه تپه (۱۹۹۷–۲۰۰۲)
- اداره (مجموعه تلویزیونی) (۲۰۰۵–۲۰۱۳)
- مانک (۲۰۰۸)
- انتقام خزدار (۲۰۱۰)
- بابای آمریکایی! (۲۰۱۰)
- نیمه جادو (۲۰۱۸)
- دختر جدید (مجموعه تلویزیونی) (۲۰۱۳–۲۰۱۴)
- هرگز تا به حال نداشته‌ام